# Assemblea legislativa della Nuova Scozia
L'Assemblea legislativa della Nuova Scozia, composta da un vice-governatore e dalla Camera bassa, è l'organo legislativo della Nuova Scozia.

## Storia
L'assemblea è la più antica in Canada, essendo nata nel 1758, e nel 1848 è stata la sede del più antico governo incaricato in una colonia dell'Impero britannico.
Originariamente l'assemblea consisteva in un governatore (poi diventato vice-governatore), un Consiglio della Nuova Scozia (camera alta) costituito per nomina e una Camera bassa costituita per elezione. Il consiglio aveva funzioni sia esecutive che legislative. Nel 1838 la camera alta venne sostituita da un "consiglio esecutivo", con funzioni appunto esecutive, e un consiglio legislativo, che avrebbe retto la funzione legislativa. Quest'ultimo venne poi abolito nel 1928.

## Descrizione
L'Assemblea è composta da 51 membri, che rappresentano altrettanti distretti elettorali. Rappresentano quasi sempre i principali tre partiti della provincia: l'Associazione Progressista Conservatrice, il Partito Liberale e il Partito Democratico.
Le sedute hanno luogo nella Province House; situata in Hollis Street ad Halifax, è un luogo di interesse storico nazionale ed è il più piccolo edificio legislativo del Paese. Aprì l'11 febbraio 1819 ed originariamente era anche la sede della Suprema Corte della Nuova Scozia.